# HYDRA (Marvel)
HYDRA er en fiktiv nazistisk organisation, der optræder i tegneserier udgivet af Marvel Comics. Organisationen optrådte første gang i Captain America #1 i 1941, og har sidenhen virket som fjende af Captain America, og som modstykke til S.H.I.E.L.D.
Organisationen blev skabt af Red Skull under 2. verdenskrig, og fortsatte med at operere efterfølgende. Andre medlemmer af gruppen inkluderer Arnim Zola, videnskabsmand, og Baron von Zemo. 
Gruppen optræder også som antagonist i Marvel Cinematic Universe, især i Captain America-filmene, og i Agents of S.H.I.E.L.D.￼￼ ￼